# Giberne

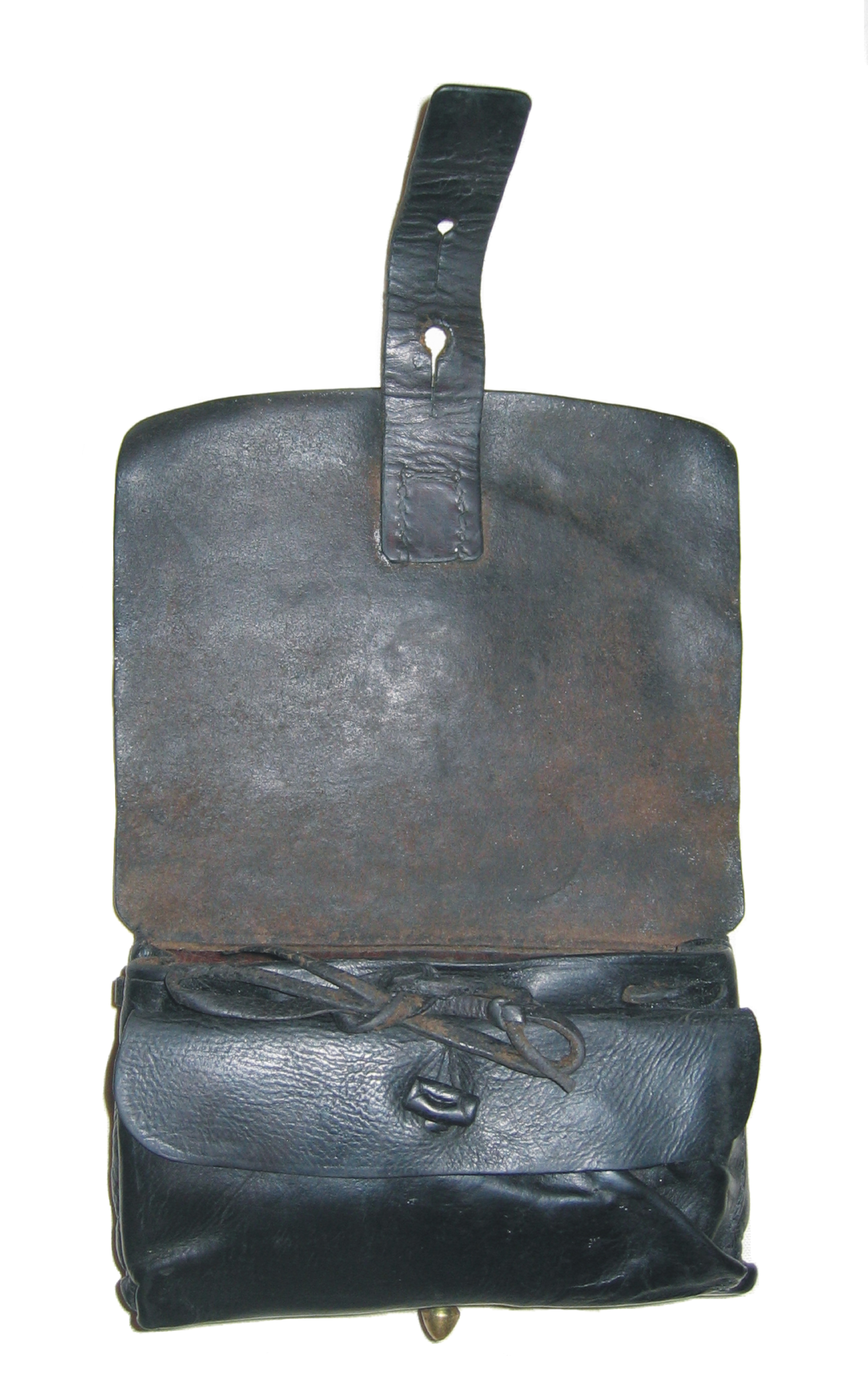
Een patroontas

De giberne is een patroontas met bandelier die sinds het einde van de 19e eeuw binnen het leger alleen nog een ceremoniële functie vervult. De giberne werd vroeger gebruikt voor het meevoeren van munitie (inclusief de vuurstenen of later de slaghoedjes) voor het persoonlijk wapen. Op de bandelier zijn vaak voorop ruimnaalden bevestigd voor het vrijmaken van het zundgat van het persoonlijk wapen of (bij de artillerie) van de vuurmond.
De giberne wordt nu alleen nog gedragen bij de bereden wapens:
artillerie bij alle drie de korpsen: veldartillerie, rijdende artillerie (de gele rijders) en luchtdoelartillerie, 
cavalerie, 
Koninklijke Marechaussee.
De giberne wordt gedragen bij het ceremonieel tenue, het geklede tenue en bij bepaalde gelegenheden of taken bij het dagelijks tenue. Alleen bij het ceremonieel tenue is het een vast onderdeel van de uitmonstering.
Het is opvallend dat de Koninklijke Marechaussee deze giberne draagt, omdat deze vòòr 1950 nooit een ceremoniële giberne heeft gedragen als onderdeel van bijzondere tenueën. Hier afgebeeld is niet de hier bedoelde giberne (patroontas met bandelier), maar een patroontas voor metaalpatronen (voor het 19e-eeuwse Zwitserse Vetterli-geweer), die aan de koppel werd gedragen.